# 국군통수권
국군통수권(國軍統帥權)은 대한민국 대통령의 대한민국 국군을 통수하는 권한이다.

## 근거

### 헌법
①대통령은 헌법과 법률이 정하는 바에 의하여 국군을 통수한다.— 제74조

대통령의 국법상 행위는 문서로써 하며, 이 문서에는 국무총리와 관계 국무위원이 부서한다. 군사에 관한 것도 또한 같다.— 제82조

다음 사항은 국무회의의 심의를 거쳐야 한다.— 제89조

### 법률
대통령은 헌법, 이 법 및 그 밖의 법률에서 정하는 바에 따라 국군을 통수한다.— 국군조직법 제6조 (대통령의 지위와 권한)

## 참고자료
1. ↑  “대한민국헌법 제10호 제74조”. 《국가법령정보센터》. 법제처. 1987년 10월 29일. 2023년 7월 6일에 확인함.
2. ↑  “대한민국헌법 제10호 제82조”. 《국가법령정보센터》. 법제처. 1987년 10월 29일. 2023년 7월 6일에 확인함.
3. ↑  “대한민국헌법 제10호 제89조”. 《국가법령정보센터》. 법제처. 1987년 10월 29일. 2023년 7월 6일에 확인함.
4. ↑  “법률 제10821호 국군조직법 제6조”. 《국가법령정보센터》. 법제처. 2011년 7월 14일. 2023년 7월 6일에 확인함.

- 국군통수권(두피디아백과사전)
- 대한민국헌법(국가법령정보센터)
- 국군조직법(국가법령정보센터)